# Elstir
Elstir és un personatge de A la recerca del temps perdut de Marcel Proust.
És, per al narrador, la figura del pintor ideal, el semidéu de la pintura, tal com l'és Vinteuil per a la música, o Bergotte per a la literatura. «... si Déu Pare havia creat les coses anomenant-les, l'Elstir les recreava traient-los el nom, o donant-los-en un altre.») El narrador coneix Elstir al restaurant de Rivebelle, ciutat pròxima a Balbec. es tracta d'un pintor impressionista (de mitjans del segle xix), inspirat en Claude Monet, Auguste Renoir, Helleu, Édouard Manet, Whistler, a qui deuria el seu nom per anagrama aproximat, i sobretot Boudin, el germà gran de la pintura impressionista. Elstir ensenyarà al narrador com mirar les coses amb una mirada nova, amb una realitat subjectiva sobretot quan el narrador descriu el quadre del port de Carquethuit en el qual Elstir barreja terra i mar. Ha freqüentat el saló de Mme Verdurin, sota el nom de Biche, però se n'ha deslligat. També ha pintat Odette de Crécy, futura Mme Swann en aquell moment, en un retrat androgin titulat "Miss Sacripant". És ell qui presentarà el narrador a Albertine Simonet.

## Intèrprets en adaptacions cinematogràfiques
- Jean-Claude Drouot a À la recherche du temps perdu de Nina Companeez (2011)